# سیارک ۳۲۰۱
سیارک ۳۲۰۱ (به انگلیسی: 3201 Sijthoff، نامگذاری:6560P-L) سه هزار و دویست و یکمین سیارک کشف شده‌است که در ۲۴ سپتامبر ۱۹۶۰ کشف شد.
قدر مطلق سیارک برابر ۱۳٫۷۰ است.